# Dustin Brown
Dustin Brown (Celle, 8 december 1984) is een voormalig Duits-Jamaicaans tennisspeler. Brown kwam tot oktober 2010 uit voor Jamaica en komt sindsdien uit voor Duitsland. Hij leefde tot 2002 in een caravan en werd daarna prof. 
Brown is met zijn lange dreadlocks en mouwloze hemden een opvallende verschijning en staat bekend om zijn excentrieke, vaak risicovol en daarmee onvoorspelbare spel. Hoewel hij in zijn carrière slechts 62 partijen op het hoogste niveau won, tegenover 99 nederlagen, heeft Brown een aantal markante overwinningen op zijn naam staan. Met name op gras, een snelle ondergrond, waar zijn serve and volley spel goed uit de verf komt, is Brown een gevaarlijke tegenstander.
Zo boekte Brown in de tweede ronde van het ATP-toernooi van Halle 2014 een overwinning in straight sets op Rafael Nadal. Als qualifier versloeg Brown de Spanjaard een jaar later in de tweede ronde van Wimbledon 2015 (mannen) in vier sets opnieuw. Het bereiken van de derde ronde is tevens zijn beste prestatie op grandslamniveau. 
Op Wimbledon 2013 (mannen) was Dustin Brown oud-winnaar Lleyton Hewitt al eens in vier sets de baas en op het ATP-toernooi van Stuttgart 2019 versloeg hij in drie sets de Duitser Alexander Zverev (1997). 
Hoewel Brown in het enkelspel nimmer een finale op ATP-niveau bereikte, won hij wel twee titels in het dubbelspel. Zijn eerste titel was aan de zijde van Rogier Wassen, toen de winst op het ATP-toernooi van Metz 2010 gegrepen werd.

## Palmares
| Legenda                       | Legenda               |
| ----------------------------- | --------------------- |
| Grand Slam                    |                       |
| Olympische Spelen             |                       |
| tot 2009                      | vanaf 2009            |
| Tennis Masters Cup            | ATP Finals            |
| ATP Masters Series            | ATP Tour Masters 1000 |
| ATP International Series Gold | ATP Tour 500          |
| ATP International Series      | ATP Tour 250          |

### Dubbelspel
| Nr.                              | Datum             | Toernooi       | Ondergrond    | Partner            | Tegenstanders in finale                  | Score            | Details |
| -------------------------------- | ----------------- | -------------- | ------------- | ------------------ | ---------------------------------------- | ---------------- | ------- |
| Gewonnen ATP-finales herendubbel |                   |                |               |                    |                                          |                  |         |
| 1.                               | 26 september 2010 | ATP Metz       | Hardcourt (i) | Rogier Wassen      | Marcelo Melo Bruno Soares                | 6–3, 6–3         | Details |
| 2.                               | 14 april 2012     | ATP Casablanca | Gravel        | Paul Hanley        | Daniele Bracciali Fabio Fognini          | 7–5, 6–3         | Details |
| Verloren ATP-finales herendubbel |                   |                |               |                    |                                          |                  |         |
| 1.                               | 26 februari 2012  | ATP Marseille  | Hardcourt (i) | Jo-Wilfried Tsonga | Nicolas Mahut Édouard Roger-Vasselin     | 6–3, 3–6, [6–10] | Details |
| 2.                               | 16 april 2017     | ATP Houston    | Gravel        | Frances Tiafoe     | Julio Peralta Horacio Zeballos           | 6–4, 5–7, [6–10] | Details |
| Gewonnen challengers herendubbel |                   |                |               |                    |                                          |                  |         |
| 1.                               | 20 september 2009 | Banja Luka     |               |                    |                                          |                  |         |
| 2.                               | 4 april 2010      | Napels         |               |                    |                                          |                  |         |
| 3.                               | 2 mei 2010        | Rhodos         |               |                    |                                          |                  |         |
| 4.                               | 6 juni 2010       | Fürth          |               |                    |                                          |                  |         |
| 5.                               | 8 augustus 2010   | Kitzbühel      | Gravel        | Rogier Wassen      | Hans Podlipnik Castillo Max Raditschnigg | 3-6, 7-5, [10-7] |         |

## Resultaten grote toernooien
| Legenda | Legenda                          |
| ------- | -------------------------------- |
| g.t.    | geen toernooi gehouden           |
| l.c.    | lagere categorie                 |
| –       | niet deelgenomen                 |
| G       | uitgeschakeld in de groepsfase   |
| 1R      | uitgeschakeld in de eerste ronde |
| 2R      | uitgeschakeld in de tweede ronde |
| 3R      | uitgeschakeld in de derde ronde  |
| 4R      | uitgeschakeld in de vierde ronde |
| KF      | uitgeschakeld in de kwartfinale  |
| HF      | uitgeschakeld in de halve finale |
| F       | de finale verloren               |
| W       | het toernooi gewonnen            |
| w-v     | winst/verlies-balans             |

### Enkelspel
| toernooi             | 2010 | 2011 | 2012 | 2013 | 2014 | 2015 | 2016 | 2017 | 2018 |
| -------------------- | ---- | ---- | ---- | ---- | ---- | ---- | ---- | ---- | ---- |
| grandslamtoernooien  |      |      |      |      |      |      |      |      |      |
| Australian Open      | –    | 1R   | –    | –    | –    | 1R   | –    | 1R   | 1R   |
| Roland Garros        | –    | 1R   | –    | –    | 1R   | –    | 2R   | 1R   |      |
| Wimbledon            | 1R   | –    | 1R   | 3R   | 1R   | 3R   | 2R   | 2R   |      |
| US Open              | 2R   | –    | –    | –    | 1R   | 1R   | 1R   | 2R   |      |
| ATP Masters 1000     |      |      |      |      |      |      |      |      |      |
| Indian Wells         | –    | 1R   | –    | –    | –    | 1R   | –    | 1R   |      |
| Miami                | –    | –    | –    | –    | –    | –    | –    | 1R   |      |
| Monte Carlo          | –    | –    | –    | –    | –    | –    | –    | –    |      |
| Madrid               | –    | –    | –    | –    | –    | –    | –    | –    |      |
| Rome                 | –    | –    | –    | –    | –    | –    | –    | –    |      |
| Montréal/Toronto     | –    | –    | –    | –    | –    | –    | –    | –    |      |
| Cincinnati           | –    | –    | –    | –    | –    | –    | –    | –    |      |
| Shanghai             | –    | –    | –    | –    | –    | –    | –    | –    |      |
| Parijs               | –    | –    | –    | –    | –    | –    | –    | –    |      |
| olympisch            |      |      |      |      |      |      |      |      |      |
| Olympische Spelen    | g.t. | g.t. | –    | g.t. | g.t. | g.t. | 1R   | g.t. | g.t. |
| statistieken         |      |      |      |      |      |      |      |      |      |
| totaal aantal titels | 0    | 0    | 0    | 0    | 0    | 0    | 0    | 0    | 0    |
| eindejaarsranking    | 92   | 161  | 167  | 111  | 89   | 118  | 72   | 125  |      |

### Dubbelspel
| toernooi             | 2011 | 2012 | 2013 | 2014 | 2015 | 2016 | 2017 | 2018 |
| -------------------- | ---- | ---- | ---- | ---- | ---- | ---- | ---- | ---- |
| grandslamtoernooien  |      |      |      |      |      |      |      |      |
| Australian Open      | 2R   | 1R   | 1R   | 1R   | 2R   | 1R   | 1R   | –    |
| Roland Garros        | 3R   | 1R   | –    | –    | 1R   | –    | 1R   |      |
| Wimbledon            | 1R   | 2R   | 1R   | 2R   | 1R   | 2R   | 1R   |      |
| US Open              | –    | 1R   | 2R   | –    | –    | 1R   | –    |      |
| ATP Masters 1000     |      |      |      |      |      |      |      |      |
| Indian Wells         | –    | –    | –    | –    | –    | –    | –    |      |
| Miami                | –    | –    | –    | –    | –    | –    | –    |      |
| Monte Carlo          | –    | –    | –    | –    | –    | –    | –    |      |
| Madrid               | –    | –    | –    | –    | –    | –    | –    |      |
| Rome                 | –    | –    | –    | –    | –    | –    | –    |      |
| Montréal/Toronto     | –    | –    | –    | –    | –    | –    | –    |      |
| Cincinnati           | –    | –    | –    | –    | –    | –    | –    |      |
| Shanghai             | –    | –    | –    | –    | –    | –    | –    |      |
| Parijs               | –    | –    | –    | –    | –    | –    | –    |      |
| olympisch            |      |      |      |      |      |      |      |      |
| Olympische Spelen    | g.t. | –    | g.t. | g.t. | g.t. | –    | g.t. | g.t. |
| statistieken         |      |      |      |      |      |      |      |      |
| totaal aantal titels | 0    | 1    | 0    | 0    | 0    | 0    | 0    | 0    |
| eindejaarsranking    | 69   | 56   | 86   | 85   | 82   | 173  | 182  |      |